# Пехотная дивизия «Гюстров»
Пехотная дивизия «Гюстров» (нем. Infanterie-Division "Güstrow") — тактическое соединение сухопутных войск вооружённых сил нацистской Германии, созданное в конце Второй мировой войны.

## История
Пехотная дивизия «Гюстров» была сформирована 29 апреля 1945 года в 2-м военном округе во время 35-й волны мобилизации Вермахта на основе штаба 4-й дивизии Имперской службы труда, подразделений разгромленной 131-й пехотной дивизии, кадетов 6-й пехотной школы фанен-юнкеров в Шверине, полковой школы в Гюстрове и других частей и подразделений, наспех шедших на доукомплектование соединения. 8 мая 1945 года капитулировала британским войскам на территории Мекленбурга.

## Местонахождение
- с апреля по май 1945 (Германия)

## Подчинение
- 20-й армейский корпус 12-й армии группы армий «Висла» (29 апреля — 8 мая 1945)

## Командиры
- оберст Нобиц (29 апреля — 8 мая 1945)

## Состав
- 1-й пехотный полк «Гюстров»
- 2-й пехотный полк «Гюстров»
- 3-й пехотный полк «Гюстров»
- Артиллерийский полк «Гюстров»
- Миномётный дивизион «Гюстров»
- Сапёрный батальон «Гюстров»
- Стрелковый батальон «Гюстров»
- Батальон связи «Гюстров»